# انتسو شوتی
انتسو شوتی (: Enzo Sciotti؛ زادهٔ ۲۴ سپتامبر ۱۹۴۴) طراحی پوستر و تصویرساز اهل ایتالیا بود.
او بیش از ۳۰۰۰ پوستر فیلم طراحی کرد و برخی از آنها عبارتند از: ماوراء، اسم رمز: غازهای وحشی، فرار از برانکس، دوست‌دختری از جهنم، کوه خدای آدم‌خوار، مربی در ساحل، اسپاگتی در نیمه‌شب، قتل در گورستان اتروسک، پدیده، کروسان با خامه، چگونه معلم‌تان را از راه بدر کنید، همسر سفیدپوش… عاشق آتشین‌مزاج و خانم دکتر بیمارستان ارتش. وی همچنین برای جلد مجلات کُمیک، آلبوم‌های موسیقی و ویدئوهای خانگی تصویرسازی نموده است.